# Thuidium patrum
Thuidium patrum là một loài rêu trong họ Thuidiaceae. Loài này được Sehnem mô tả khoa học đầu tiên năm 1976.